# 美国总统
美利坚合众国总统（英語：President of the United States，缩写为；中文簡稱美國總統）是美国的国家元首、政府首脑和三軍統帥。根据1787年通过的《美国宪法》而设立，行使宪法赋予的行政权。首任总统乔治·华盛顿于1789年4月30日就职，之后至1933年的历任总统均为3月4日就职，而其後則於1月20日就職。1951年开始生效的《美国宪法第二十二修正案》规定总统每届任期4年，连选连任不得多于2次，也不能担任总统或执行总统职责超过2年后再當选为总统多于1次。作为当今世界唯一超级大国的国家元首与政府首脑，其号称“自由世界的領導者”及“世界上最有權力的人”。现任（第47任）美国总统是唐纳德·特朗普，于2025年1月20日上任。
自首任总统华盛顿就职以来，美国在230余年间共产生了47任总统，其中仅第44任总统巴拉克·奥巴马擁有一半非裔血統，其余总统均为白人男性（主要为英格兰裔，另有爱尔兰裔9人、德裔3人、荷兰裔3人）。根据《美国宪法》，总统须年滿35岁，在美国居住14年以上，而且一定要是“自然出生的美国公民”，或是在宪法制定之前為美国公民。美国公职只有总统、副总统必须“出生时为美国公民”，但仍會影響總統繼任順序的適用資格。
美国总统官邸是位于华盛顿特区的白宫，常驻办公场所为白宫内的椭圆形办公室。总统的妻子称为“第一夫人”，家庭称为“第一家庭”。总统专用客机称为“空军一号”，专用直升机称为“海军陆战队一号”，官方的进行曲是《向统帅致敬》。

## 選舉方式
总统每四年选举一次，个人不論連任與否最多只能任两届。虽然总统和副总统选举是由全民普选方式举行，不过产生方式是由选举人票（选举人由民选产生，按國會議員數目而定）所决定——除了缅因州和内布拉斯加州是按普选票得票比例分配选举人票外，其余48个州和华盛顿特区均实行“胜者全得”制度，即把本州的选举人票全部给予在该州获得相对多数普选票的总统候选人，全国选举人票为538张，候选人至少获得270票才能当选。选举人团所谓“间接选举”只是礼仪性的程序，当选的选举人在选举人团投票时绝大多数会把票投给在该州获胜的总统候选人，因此大选结果通常在大选投票日当天便可根据各州选举结果算出。
选举人团制度是美国聯邦主義下的特有制度，是费城制宪会議上主张全民直选总统和主张国会选举总统的代表之间的一种妥协。基於該制度，每个州获得若干選舉人團代表名額（美國憲法第二十三條修正案通过以后，首都華盛頓特区也获得三个选举人名额），各州自行决定其產生方式，现今各州和華盛頓特区選舉人團代表皆為民选。美国人口最多的加利福尼亚州所拥有的选举人票多达55张，而人口较少的阿拉斯加州只有3张选举人票。因此在历届美国总统选举中，人口众多的大州都成为候选人争夺的重要目标，以圖獲得更多選舉人票。在多個小州獲得壓倒性多數選民票（即普選票）的候选人，其選舉人票可能不及在個別大州以微弱優勢勝出者，由此導致獲得全国最多選民票的候選人可能未獲最多的選舉人票，從而在競選中落敗。換言之，一些总统候选人虽然在大选中获得的选民票少于对手，却因得到足够的选举人票而当选，這種情況在美国歷史上曾於1876年、1888年、2000年和2016年发生過4次。此外在1824年更出現未有候選人取得過半選舉人票，由眾議院中代表各州多數黨的眾議員表決選出總統。

### 就职典礼
根据美国宪法第二十修正案的规定，总统和副总统的四年任期从上届总统选举次年的1月20日中午开始。1937年，富兰克林·罗斯福总统和约翰·南斯·加纳副总统的第二个任期在这一天开始，这一天被称为就职日。此前，就职日是3月4日。由于日期的改变，两人的第一个任期（1933-1937年）缩短了43天。
总统在行使职权之前，必须诵读《宪法》第 II 条第1款第8项规定的总统就职宣誓。这是《宪法》规定的就职仪式的唯一组成部分：
Before he enter on the Execution of his Office, he shall take the following Oath or Affirmation:—
"I do solemnly swear (or affirm) that I will faithfully execute the Office of President of the United States, and will to the best of my Ability, preserve, protect and defend the Constitution of the United States."
- 译文：總統在開始執行職務前，應作如下宣誓或代誓宣言：“我莊嚴宣誓（或宣言）我一定忠實執行合眾國總統職務，竭盡全力維護、保護和捍衛合眾國憲法”。[10][11]

## 總統徽章
该徽章的最后一次修改是在1959年，加入了代表夏威夷州的第50颗星。

## 總統休假
總統每年都會前往大衛營休假。

## 职权
美国是最典型的总统制国家，总统是国家权力的中心，拥有很大实权。总统是美国的国家元首、政府首脑及三军统帅（即武裝最高總司令）。美国总统的職權依美国宪法第二条规定，第一条第七款也规定总统能够影响立法权。

### 行政
總統是政府首腦，處理各種國政，包括內政、經濟、國防、外交、國家安全等，也任命各個內閣人事，需經過參議院同意與建議。總統為了處理外交及國安事務並制定相關政策，設立国家安全委员会，並成為其主席，副總統、国务卿、国防部长是法定正式成員。總統同時兼任三軍統帥，統率陸軍、海軍、海軍陸戰隊、空軍、太空軍和海岸巡防隊。

### 立法
總統可以否決任何獲國會通過的法案，但需要於法案通過後10日（星期日除外）內提出。如果法案獲國會兩院均以三分之二票數再次通過，则總統的否決將會被推翻。總統亦可於國會休會的時候單方面否決任何獲國會通過的法案。
另一方面，总统可以向国会提出各种咨文，包括国情咨文、预算咨文、经济咨文、特别咨文等，建议他认为必须的立法。这是总统影响立法的一个重要方式。此外，总统还有委托立法权。据此，总统不仅有权在原有的行政体系内进行某些改组，而且有权设立新机构。

### 司法
总统有权任命联邦最高司法官员。他可提名任命联邦法官，包括美国最高法院法官在内，但须获得参议院的认可。总统还可以对任何被判破坏联邦法律的人（遭弹劾者除外）作完全或有条件的赦免。总统拥有對联邦罪名的赦免权。但如该罪名为州法所訂，其赦免权属于該州州长。

### 外交
总统是负责处理对外关系的主要官员。他任命驻外大使、公使和领事（须经参议院认可），接见外国大使及公务人员。总统有权与外国缔结条约，但须经参议院2/3多数票的批准；而总统与外国签订的一切行政协定，却不需经参议院的同意。所以，总统往往以签定行政协定来代替缔结条约。

## 繼任順序
根據1947年通過的《總統繼任法案》（Presidential Succession Act of 1947），美國總統一旦離開其職務，將由副總統、眾議院議長、參議院臨時議長及內閣首長們依順位依序遞補，而內閣的排名順序基本上以內閣職務的成立時間為準。由於美國法律規定美國總統必須是由出生即是美国公民的人出任，因此繼任順序的成員中若有歸化美籍者時，將會自動跳過該順位輪到下一順位。

## 歷任總統列表
1789年，选举人团投票一致通过，选举出乔治·华盛顿为第1任美国总统。第7任总统安德鲁·杰克逊，在1828年多数限制非土地所有者投票权法律被废除后，成为首位由全体白人男性选举总统。威廉·亨利·哈里森在任时间最短，在1841年仅在任32天。富蘭克林·德拉諾·羅斯福在任时间最长，在任12年40天，但在1945年其第4任期开始不久去世，他同时还是唯一担任总统超过2任者。宪法修正案在哈里·S·杜鲁门就任后生效，限制了任何人当选总统的次数。沃伦·盖玛利尔·哈定是1920年女性获得投票权后首位当选总统，約翰·甘迺迪是首位信仰天主教总统，贝拉克·奥巴马是首位具非裔血統总统，唐納·川普是首位從未擔任過文武官職的总统，特朗普也是就職時（第二任期）年紀最長的總統（78岁零7个月）。5位总统（约翰·昆西·亚当斯、拉瑟福德·伯查德·海斯、本杰明·哈里森、乔治·沃克·布什、唐納·川普（第一任））雖普选票比對手少但仍然当选，其中喬治·沃克·布希在下屆選舉中取得普选票、選舉人票均比對手更多而順利连任。
历史上迄今为止总共有45人宣誓就任美国总统，而总任数则为47任（格罗弗·克利夫兰及唐納·川普先后不连续地2次担任美国总统，前者计为第22任、第24任，後者计为第45任、第47任）。其中，4人在任内去世（威廉·亨利·哈里森、扎卡里·泰勒、沃伦·盖玛利尔·哈定、富兰克林·德拉诺·罗斯福），4人遇刺身亡（亚伯拉罕·林肯、詹姆斯·艾布拉姆·加菲尔德、威廉·麦金莱、约翰·肯尼迪），1人辞职（理查德·尼克松）。

## 族裔
- 爱尔兰裔：安德鲁·杰克逊、威廉·麦金莱、伍德罗·威尔逊、约翰·肯尼迪、理查德·尼克松、罗纳德·里根、比尔·克林顿、巴拉克·歐巴馬（一半愛爾蘭裔血統）、乔·拜登。
- 德意志裔：赫伯特·胡佛、德怀特·艾森豪威尔、唐納德·特朗普。
- 荷兰裔：马丁·范布伦、西奥多·罗斯福（老罗斯福）和富兰克林·德拉諾·罗斯福（小罗斯福）。

虽然拥有荷兰姓罗斯福（Roosevelt），但两位罗斯福总统都只有1/4荷兰血统。老罗斯福的祖母、外祖父、外祖母都是英国北方人，小罗斯福的三位祖父母则都是清教徒。
- 肯亞裔：巴拉克·歐巴馬（一半非裔血統）。

## 家鄉州
在美國50個州份中目前總共有19個曾做為美國總統的家鄉州，當中以紐約州最多共9位，俄亥俄州次多共6位。
- 紐約州：馬丁·范布倫、米勒德·菲爾莫爾、切斯特·艾倫·亞瑟、格羅弗·克里夫蘭、西奧多·羅斯福、富蘭克林·德拉諾·羅斯福、德懷特·大衛·艾森豪（第一任）、理察·尼克森（第一任）、唐納·川普（第一任）
- 俄亥俄州：威廉·亨利·哈里森、拉瑟福德·伯查德·海斯、詹姆士·艾布拉姆·加菲爾、威廉·麥金萊、威廉·霍華德·塔夫脫、華倫·蓋瑪利爾·哈定
- 維吉尼亞州：喬治·華盛頓、湯瑪斯·傑弗遜、詹姆士·麥迪遜、詹姆士·門羅、約翰·泰勒
- 麻薩諸塞州：約翰·亞當斯、約翰·昆西·亞當斯、卡爾文·柯立芝、約翰·甘迺迪
- 加利福尼亞州：赫伯特·胡佛、理察·尼克森（第二任）、隆納·雷根
- 伊利諾伊州：亞伯拉罕·林肯、尤利西斯·格蘭特、巴拉克·歐巴馬
- 田納西州：安德魯·傑克遜、詹姆士·諾克斯·波爾克、安德魯·詹森
- 德克薩斯州：林登·詹森、喬治·赫伯特·華克·布希、喬治·沃克·布希
- 賓夕法尼亞州：詹姆士·布坎南、德懷特·大衛·艾森豪（第二任）
- 阿肯色州：比爾·柯林頓
- 德拉瓦州：喬·拜登
- 佛羅里達州：唐納·川普（第二任）
- 喬治亞州：吉米·卡特
- 印第安那州：班傑明·哈瑞森
- 路易斯安那州：扎卡里·泰勒
- 密西根州：傑拉德·福特
- 密蘇里州：哈瑞·杜魯門
- 紐罕布夏州：富蘭克林·皮爾斯
- 紐澤西州：伍德羅·威爾遜

## 各项纪录

### 在位时间
- 富兰克林·德拉諾·罗斯福是美国历史上唯一连选连任4届的总统，从1933年就任以来共担任了12年零40天的总统职位，最后于任内逝世。
- 第九任总统威廉·亨利·哈里森在就职30天后便溘然病逝，使他成为了美国历史上在任时间最短且首位于任内逝世的总统。

### 总统选举及任期
- 开国总统乔治·华盛顿是美国历史上唯一全票当选的总统。他在两次选举中均揽获所有的选举人票。
- 由于其前任副总统和总统分别辞职以及本人寻求连任失利，杰拉尔德·福特成为了美国历史上唯一一位没有经过选举而产生的总统。
- 第二十二及二十四任的格罗弗·克利夫兰與第四十五及四十七任的唐納·川普是仅有的两个任满一届总统离任后寻求再任成功的總統，即两届分开及卸任两次的总统。
- 富兰克林·德拉诺·罗斯福是美国历史上唯一连任一次以上的总统。
  - 在他逝世后，美国国会通过美国宪法第二十二修正案，规定任何人當選總統職務不得超過2次，使罗斯福总统成为了美国历史上唯一一位成功连任超过一次的总统。

### 年龄及婚姻
- 唐納·川普于78岁7個月就任总统（第二次），是美国历史上就職時年龄最长的总统。
- 吉米·卡特享寿100岁，是历任美国总统中最长寿者，此外他还是卸任后在世时间最久以及婚姻持续时间最长的总统。
- 副总统西奥多·罗斯福继任总统时年仅42岁，使他成为美国历史上就任时最年轻的总统；当选时最年轻的总统则是时年43岁的约翰·肯尼迪。
- 唐納·川普是美国历史上结婚次数最多的总统，多达三次；而詹姆斯·布坎南则是美国历史上唯一没有结婚的总统。
- 罗纳德·里根及唐納·川普是美国历史上仅有的两个离过婚的总统。

### 个人背景
- 贝拉克·奥巴马是第一位具有非裔血统的总统。
- 贝拉克·奥巴马出生于夏威夷，是第一位出生于美国本土之外地区的总统。
- 目前仅有两位从未担任过任何政府文職人員或民意代表的总统。其中德怀特·艾森豪威尔是军旅出身，而唐纳德·特朗普则是商人。
- 迄今有15位美国总统曾担任过副总统。其中只有理查德·尼克松及喬·拜登不是在副总统任期结束后立刻继任总统的人。
- 喬·拜登和約翰·肯尼迪皆信奉羅馬天主教。

### 支持率
自哈里·杜鲁门开始算起：
- 乔治·沃克·布什是有记录以来的最高支持率的持有者。在911事件前后，他的支持率曾一度高达90%。同时，他也是最高不支持率记录的持有者，峰值达到71%。
- 约翰·肯尼迪以70%的平均支持率成为有记录以来支持率平均值最高，即最受欢迎的总统[20]。
- 唐納·川普是有记录以来平均支持率最低总统（平均支持率仅为40%[21]）。自有记录以来美国总统支持率的平均值为53%，而他最受欢迎时的支持率也仅为49%[21]。

### 其他
- 1946年出生了3位总统，他们包括：唐纳德·特朗普（6月14日）、乔治·沃克·布什（7月6日）、比尔·克林顿（8月19日）。
- 美国总统最常见的名字有詹姆斯（包括麦迪逊、门罗、波尔克、布坎南）。
- 目前共有两对父子、一对祖孙和一對堂兄弟曾担任过美国总统。他们分别是亚当斯父子（约翰·亚当斯和约翰·昆西·亚当斯）、布什父子（乔治·赫伯特·沃克·布什和乔治·沃克·布什）、哈里森祖孙（威廉·亨利·哈里森和本杰明·哈里森）、羅斯福堂兄弟（狄奧多·羅斯福和富蘭克林·德拉諾·羅斯福）。
- 理查德·尼克松是唯一一个在任内辞职的总统。
- 美国历史上有三位总统被众议院弹劾（安德鲁·约翰逊、比尔·克林顿与唐納·川普）。其中，特朗普总统是唯一一个被弹劾两次的总统。
- 唐納·川普是第一位被刑事起诉定罪的前总统、总统参选人及當選人。

## 待遇
以下为美国总统的待遇：

美国总统待遇
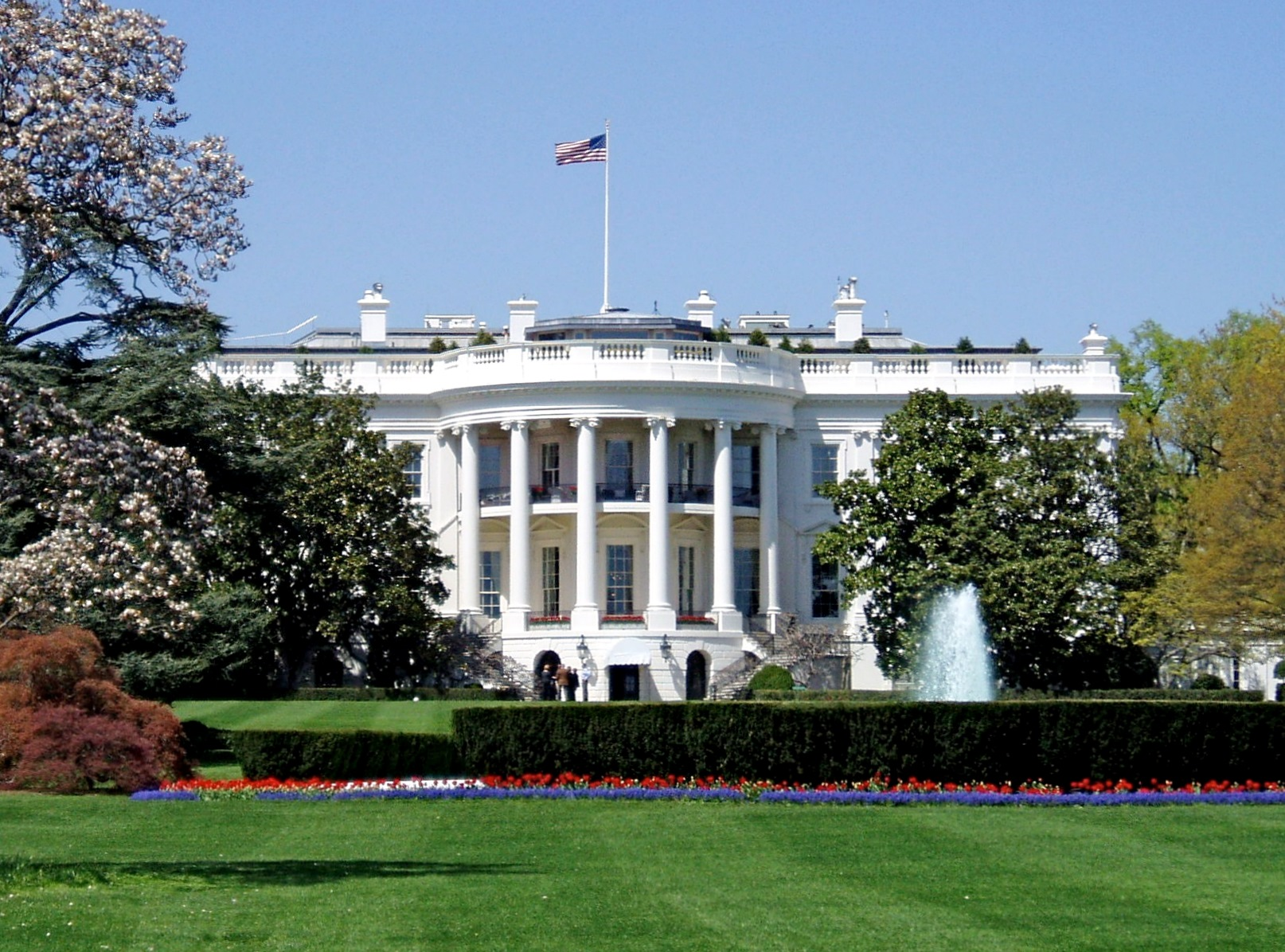
白宫（住所）
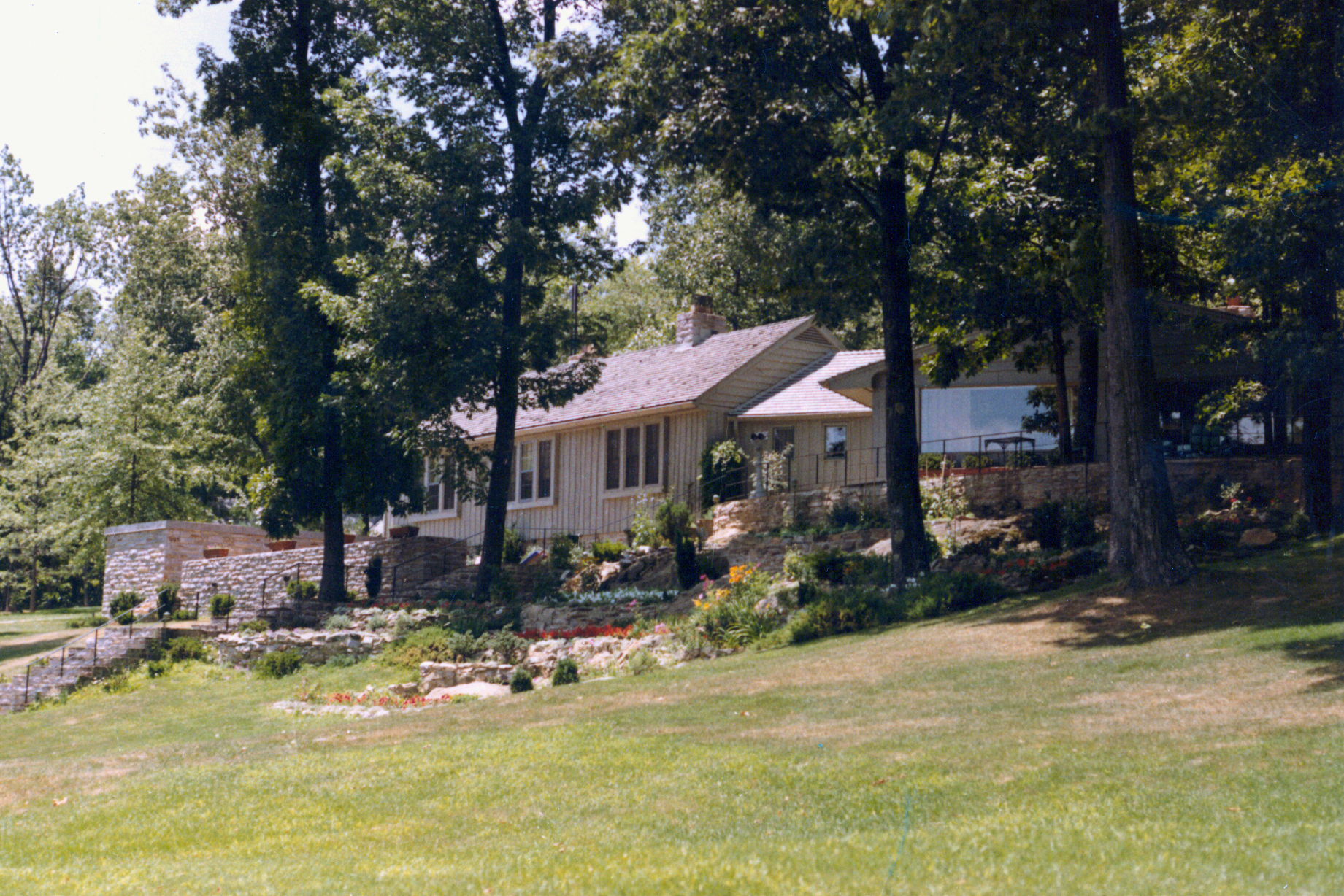
戴维营
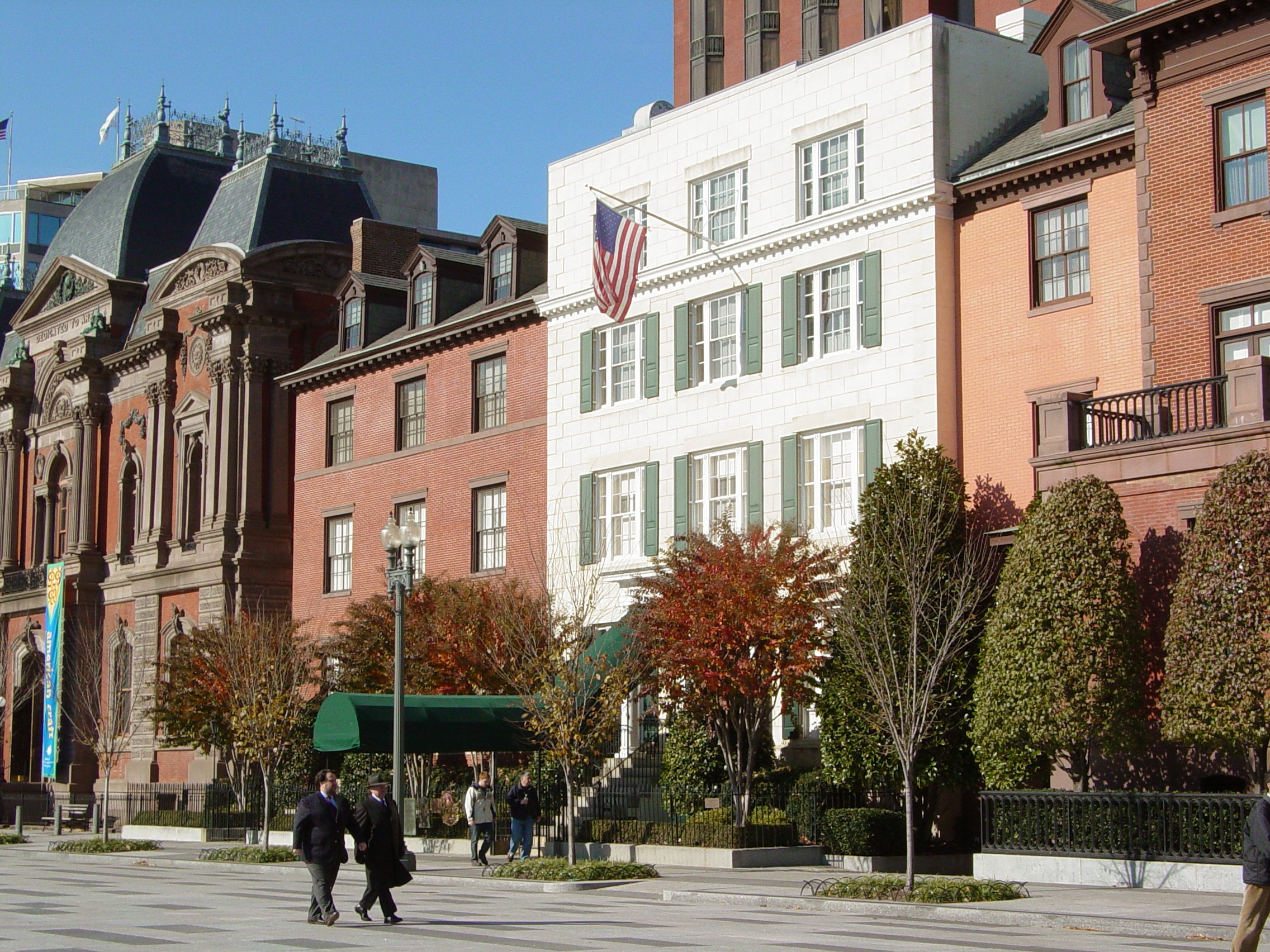
布莱尔宫（国宾馆）
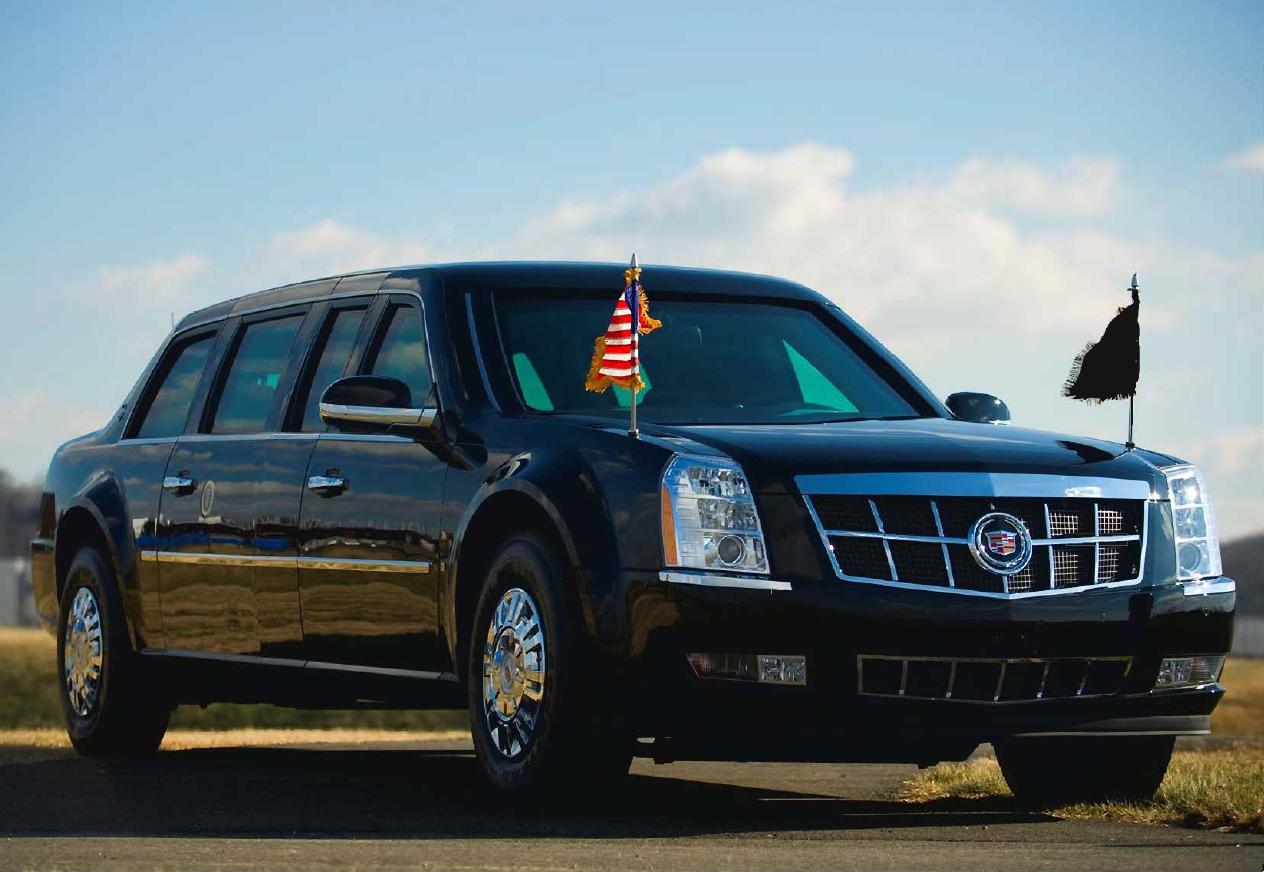
总统专用座驾
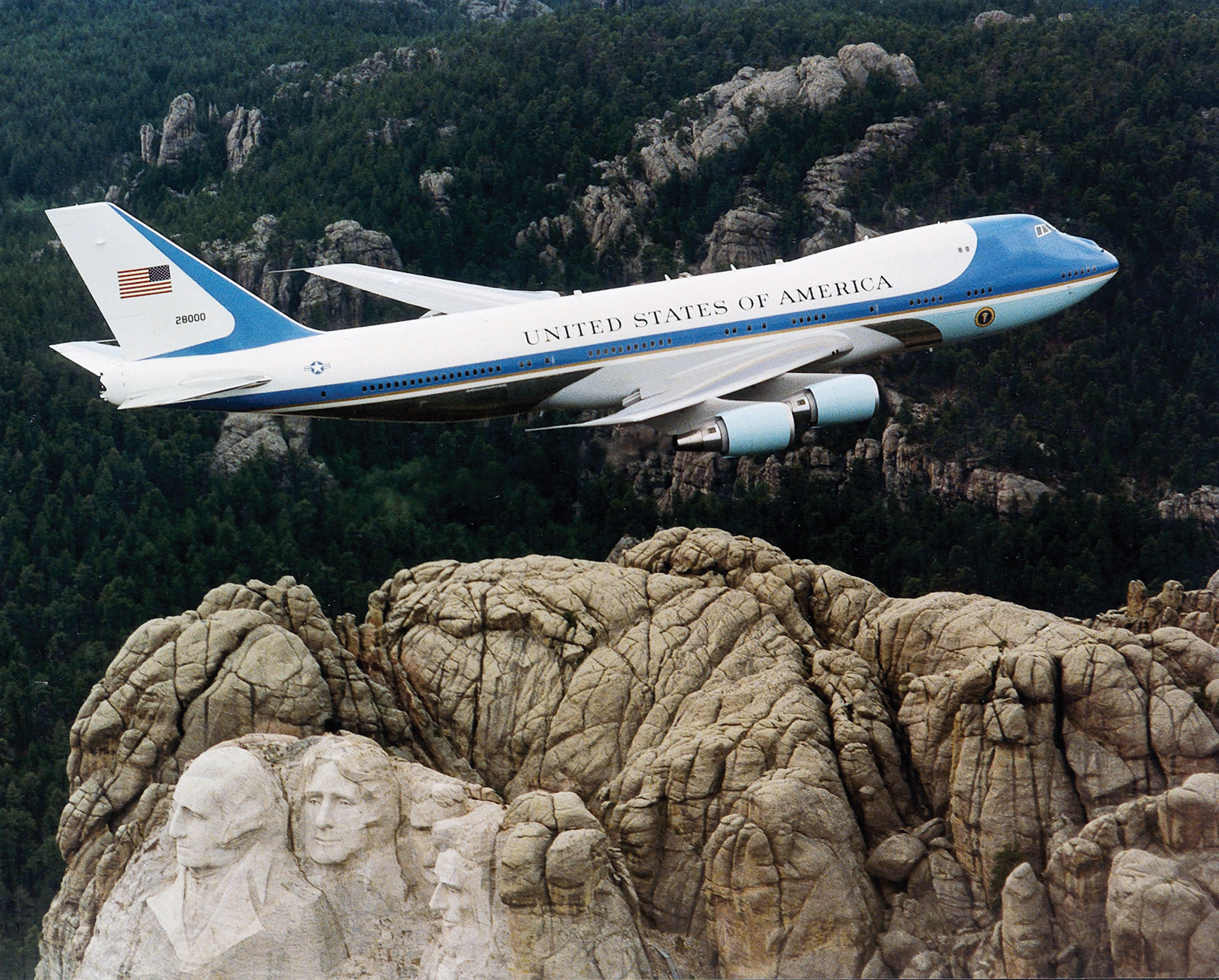
空军一号（客机）
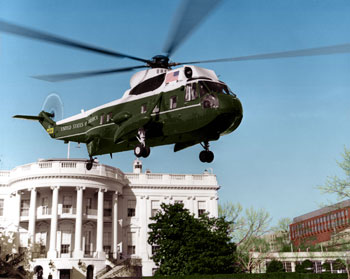
海军陆战队一号（直升机）

## 註释
1. ↑  英文为 natural-born citizens，美国法律对哪些公民为“自然出生的”有严格定义，通常因出生在美国领土而自动获得美国国籍者就是“自然出生的公民”；与此相对的概念是归化的（naturalized）公民。精確而言，於美國領土出生時，父母受美國政府管轄者（包括非法移民在內）可取得美國公民身分，故外國駐美外交官之子女於美國領土出生時，不會取得美國公民身分。此外，美國公民於海外所生子女（包括非婚生子女），通常情況下一出生即為美國公民。
2. ↑  自1800年开始。
3. ↑  自1909年开始。

## 外部連結
- 美国白宫官方网站
- 美国歷届总统介绍